# Temotuloto (Nukufetau)
Temotuloto ist eine kleine Riffinsel im Riffsaum des Atolls Nukufetau im Inselstaat Tuvalu.

## Geographie
Temotuloto liegt zwischen Fale, Savave und Motumua an der Südwestspitze des Atolls.